# Tàngara vermella
La tàngara vermella (Calochaetes coccineus) és una espècie d'ocell de la família dels tràupids (Thraupidae) i única espècie del gènere Calochaetes P.L. Sclater, 1879.

## Hàbitat i distribució
Viu a la selva nebulosa dels Andes, al sud-est de Colòmbia i est de l'Equador i del Perú.